# 柘榴石

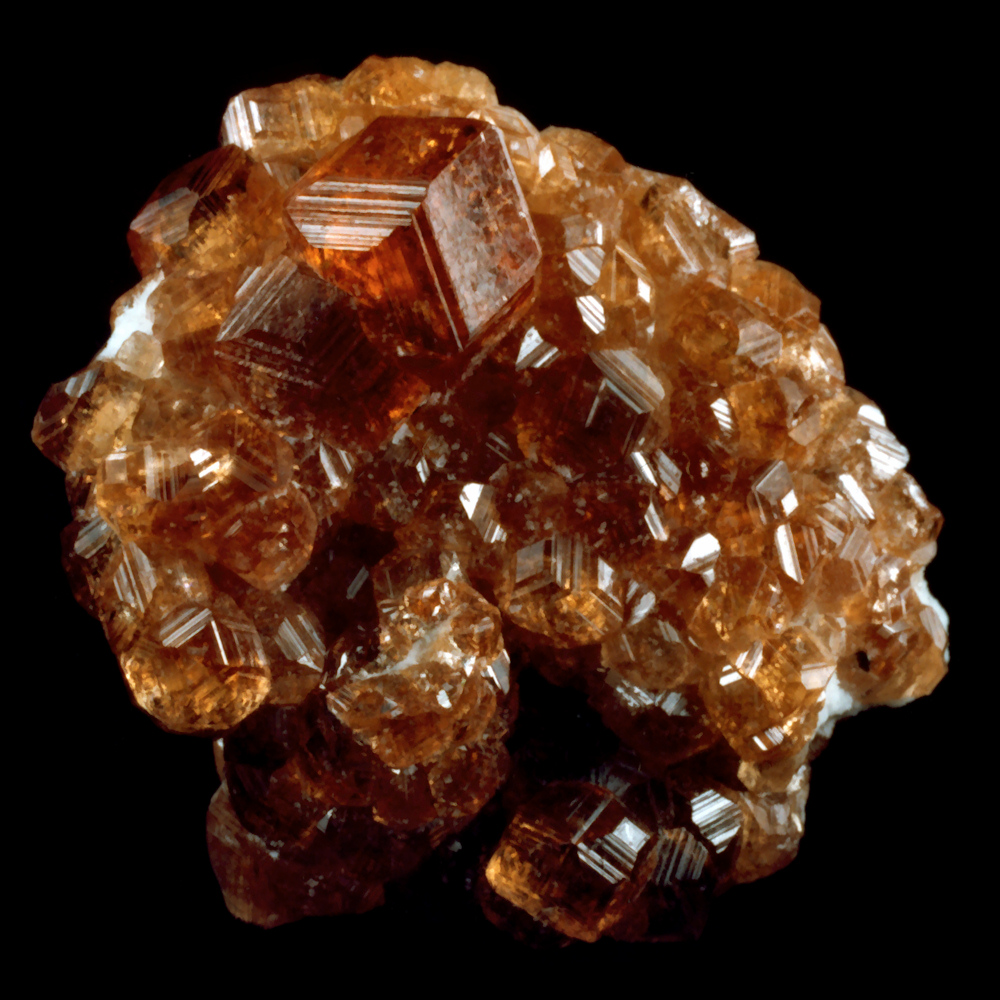
柘榴石

柘榴石（石榴石、ざくろいし、英: garnet）は、ケイ酸塩鉱物（ネソ珪酸塩鉱物）のグループ。宝石としては、ガーネット、または紅榴石の名前でよばれる。

## 性質・特徴
一般式は、ケイ酸塩鉱物の柘榴石グループとしてはX3Y2(SiO4)3、柘榴石スーパーグループとしては、X3Y2(ZO4)3と表される。主成分は、Xとしてカルシウム・マグネシウム・鉄（二価）・マンガン（二価）など、Yとして鉄（三価）・アルミニウム・クロム（三価）・チタンなど、Zとしてケイ素・ヒ素、バナジウム、アルミニウム・鉄（三価）などが入る。後者の定義は2013年に確立され、これに伴ってケイ酸は必須ではなくなってバナジン酸塩鉱物なども含まれるようになった。
モース硬度は6.5 - 7.5、比重は3.1 - 4.3。結晶系は等軸晶系で、結晶は菱形十二面体または偏方多面体となる。その整った形状から、誕生石の一番目に選ばれたといわれる。ガラス状の光沢があり、透明度はさまざま、色は無色・黄・褐・赤・緑・黒などがある。

## 種類
狭義の柘榴石は、化学成分により次のような端成分に分けることができ、天然にはこれらの固溶体として存在する。
鉄礬柘榴石（アルマンディン、almandine）
Fe2+3Al2(SiO4)3。変成岩、火成岩、ペグマタイトなどに産する。
苦礬柘榴石（パイロープ、pyrope）
Mg3Al2(SiO4)3。
満礬柘榴石（スペッサルティン、spessartine）
Mn3Al2(SiO4)3。マンガン鉱床に産する。
灰鉄柘榴石（アンドラダイト、andradite）
Ca3Fe3+2(SiO4)3。蛇紋岩およびスカルンに産する。ショーロマイト（schorlomite、チタン柘榴石）やデマントイド（demantoid）もこれに属する。
灰礬柘榴石（グロッシュラー、grossular）
Ca3Al2(SiO4)3。スカルンに産する。ツァボライトがこれに属する。
ヒブシュ柘榴石（hibschite）
Ca3Al2(SiO4)1.5-3（OH）6-0。今日では水酸基が多い灰礬柘榴石とみなされ、独立種としては否定されている。
灰クロム柘榴石（ウヴァロヴァイト、uvarovite）
Ca3Cr2(SiO4)3。クロム鉱床に産する。
苦土クロム柘榴石（ノリング柘榴石、knorringite）
Mg3Cr2(SiO4)3。
メイジャー柘榴石（majorite）
Mg3(Fe,Al,Si)2(SiO4)3。
満鉄柘榴石（calderite）
(Mn2+,Ca)3(Fe3+,Al)2(SiO4)3。
桃井柘榴石 （Momoiite）
(Mn2+,Ca)3(V3+,Al)2(SiO4)3。桃井斉にちなむ。
灰バナジン柘榴石（ゴールドマン柘榴石、goldmanite）
Ca3V2(SiO4)3。
キムゼイ柘榴石（kimzeyite）
Ca3(Zr,Ti)2(Si,Al,Fe3+)3O12。
森本柘榴石（morimotoite）
Ca3TiFeSi3O12。森本信男にちなむ。
加藤柘榴石（katoite）
Ca3Al2(SiO4)3-x（OH）4x。加藤昭にちなむ。

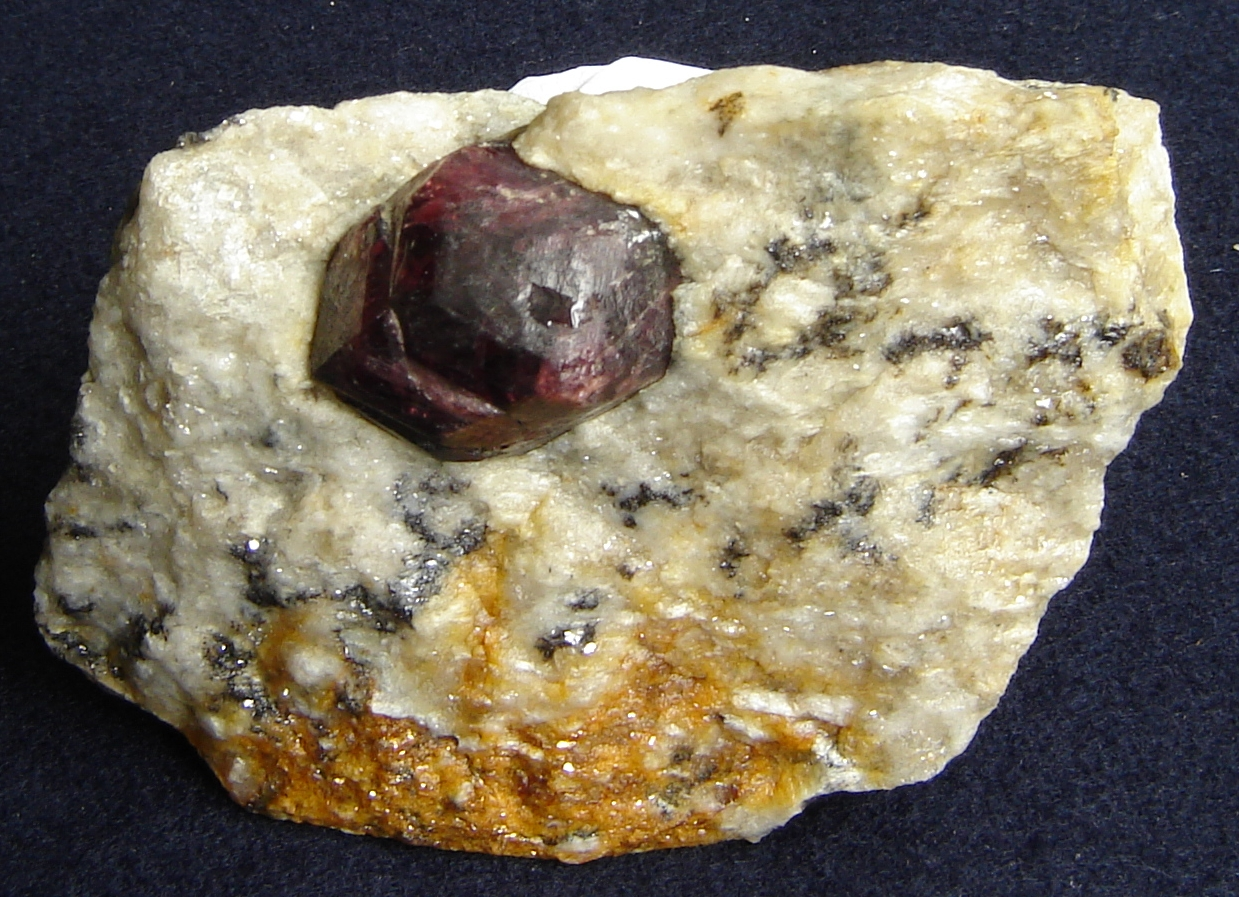
鉄礬柘榴石（アルマンディン）
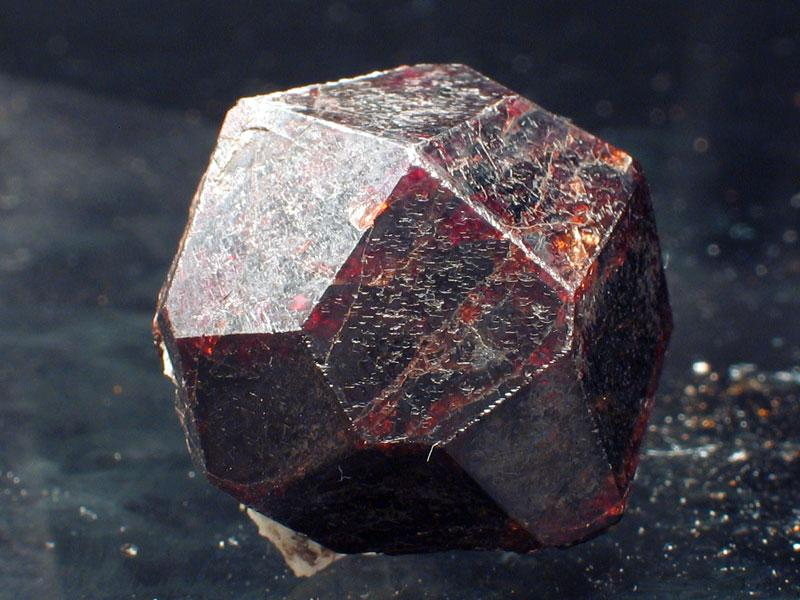
苦礬柘榴石（パイロープ）
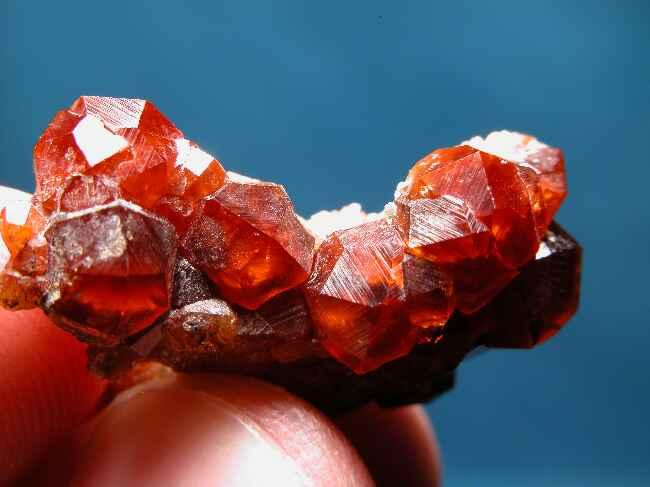
満礬柘榴石（スペッサルティン）
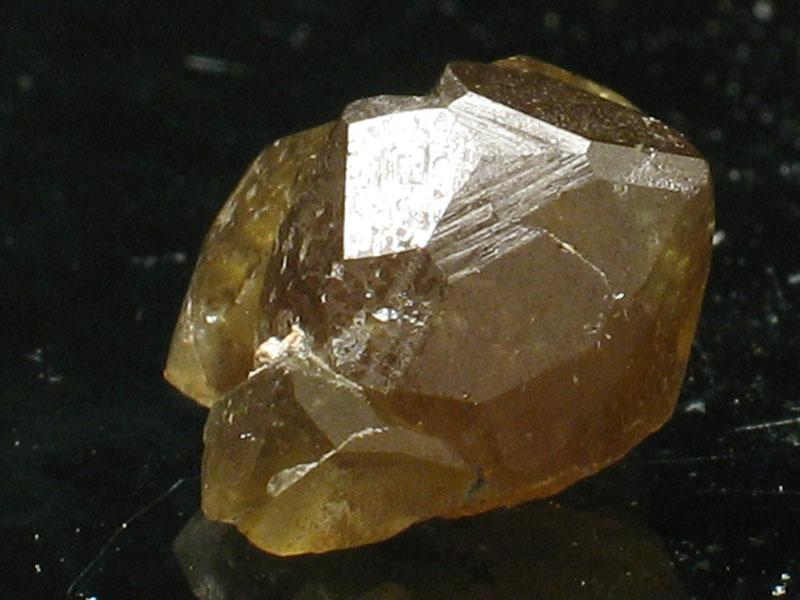
灰礬柘榴石（グロッシュラー）

## 用途・加工法
特に透明度の高い赤色、橙色、黄色、緑色のものを宝石として装飾用に使用する。丸く磨き上げられたものはカーバンクルと呼ばれる。
硬度の高さから「金剛砂」という粉末状の研磨剤として利用されることが多い。粒子の細かい柘榴石は、比較的安価にかつ大量に採掘できることから、紙やすりなどに利用される。
パイロープの成分とスペサルティンの成分の中間に位置するものにカラーチェンジガーネットというのも存在する。アレキサンドライトに非常に似た変色効果を発揮する大変興味深いルースとして知られている。種類は茶色からオレンジ、ピンクから赤、青緑からピンクなど様々。産地としては、スリランカ・アフリカ・マダガスカルなどが代表的だが、スリランカ産のものは既に鉱山が閉鎖されているため、現在は産出されていない。マダガスカルからは良質なカラーチェンジガーネットが産出することが多いが、スリランカ産の方が珍しいため、コレクターの間では高い値で取引されている。